# Joy of Tech
Joy of Tech to komiks internetowy tworzony przez autorów o pseudonimach Nitrozac i Snaggy, właściwie znanych jako Liza Schmalcel i Bruce Evans. Oboje są Kanadyjczykami. Komiks wydawany w odcinkach trzy razy w tygodniu, skupia się na tematach technicznych, z naciskiem na "kult" produktów Apple Computer.
W 2003, O’Reilly Media opublikował drukowaną serię, zatytułowaną The Best of the Joy of Tech, zawierającą wstęp od Davida Pogue'a i przedmowę od Steve’a Wozniaka.
Nitrozac i Snaggy także tworzyli komiks internetowy After Y2k, który już nie jest aktualizowany, oraz publikowali swoje prace w wielu dziennikach, magazynach i na różnych stronach internetowych.